# Giovanni Di Lorenzo
Giovanni Di Lorenzo (Castelnuovo di Garfagnana, 4 augustus 1993) is een Italiaans voetballer die doorgaans als rechtsback speelt. Hij tekende in 2019 bij  SSC Napoli.

## Clubcarrière

### Reggina
Di Lorenzo begon zijn carrière bij Reggina in de Serie B. Daar had hij de eerste twee seizoenen moeite om door te breken. Daarom werd hij een seizoen verhuurd AC Cuneo 1905, dat een niveautje lager uitkwam in de Serie C. Daarna was hij twee seizoenen basisspeler bij Reggina, waar hij uiteindelijk 62 wedstrijden voor speelde.

### Matera
In het seizoen 2015/16 verkaste Di Lorenzo naar Matera, ook uitkomend in de Serie C. Daarvoor speelde hij 70 wedstrijden en scoorde hij drie goals. 

### Empoli
Di Lorenzo tekende in 2017 bij Empoli in de Serie B. Daarmee promoveerde hij in zijn eerste seizoen naar de Serie A. Met de promovendus degradeerde hij dat seizoen op de laatste speelronde naar de Serie B, door een nederlaag tegen Internazionale. Genoa had hetzelfde aantal punten als Empoli, maar overleefde op basis van onderling resultaat (Genoa 2–1 Empoli, Empoli 1–3 Genoa). 

### Napoli
In 2019 legde SSC Napoli acht miljoen euro op tafel voor de vleugelverdediger. Op 24 augustus 2019 debuteerde Di Lorenzo voor Napoli in de competitiewedstrijd tegen ACF Fiorentina. In zijn eerste seizoen won hij met Italië de Coppa Italia 2019/20. In de zomer van 2020 werd de rechtsback gelinkt aan Manchester United, maar in plaats daarvan tekende Di Lorenzo een vijfjarig contract bij Napoli tot de zomer van 2026. In de zomer van 2022 werd Di Lorenzo door het vertrek van Lorenzo Insigne, Kalidou Koulibaly én Dries Mertens, die het seizoen daarvoor eerste, tweede en derde captain waren, verkozen tot nieuwe captain van Napoli. Op 4 oktober 2022 scoorde hij in de 6-1 overwinning op Ajax zijn eerste doelpunt in de UEFA Champions League. 

## Clubstatistieken
| Seizoen | Club    | Competitie | Competitie | Competitie | Beker | Beker | Internationaal | Internationaal | Totaal | Totaal |
| Seizoen | Club    | Competitie | Wed.       | Dlp.       | Wed.  | Dlp.  | Wed.           | Dlp.           | Wed.   | Dlp.   |
| ------- | ------- | ---------- | ---------- | ---------- | ----- | ----- | -------------- | -------------- | ------ | ------ |
| 2010/11 | Reggina | Serie B    | 1          | 0          | 0     | 0     | —              | —              | 1      | 0      |
| 2011/12 | Reggina | Serie B    | 1          | 0          | 4     | 0     | —              | —              | 5      | 0      |
| 2012/13 | → Cuneo | Serie C    | 28         | 0          | 0     | 0     | —              | —              | 28     | 0      |
| 2013/14 | Reggina | Serie B    | 20         | 0          | 0     | 0     | —              | —              | 20     | 0      |
| 2014/15 | Reggina | Serie C    | 38         | 0          | 2     | 0     | —              | —              | 40     | 0      |
| 2015/16 | Matera  | Serie C    | 33         | 2          | 1     | 0     | —              | —              | 34     | 2      |
| 2016/17 | Matera  | Serie C    | 26         | 2          | 7     | 0     | —              | —              | 33     | 2      |
| 2017/18 | Matera  | Serie C    | 1          | 0          | 2     | 0     | —              | —              | 3      | 0      |
| 2017/18 | Empoli  | Serie B    | 36         | 1          | 0     | 0     | —              | —              | 36     | 1      |
| 2018/19 | Empoli  | Serie A    | 37         | 5          | 1     | 0     | —              | —              | 38     | 5      |
| 2019/20 | Napoli  | Serie A    | 33         | 3          | 5     | 0     | 8              | 0              | 46     | 3      |
| 2020/21 | Napoli  | Serie A    | 36         | 3          | 5     | 1     | 8              | 0              | 49     | 4      |
| 2021/22 | Napoli  | Serie A    | 33         | 1          | 1     | 0     | 8              | 0              | 42     | 1      |
| 2022/23 | Napoli  | Serie A    | 37         | 3          | 0     | 0     | 10             | 2              | 47     | 5      |
| 2023/24 | Napoli  | Serie A    | 36         | 1          | 3     | 0     | 8              | 1              | 47     | 2      |
| 2024/25 | Napoli  | Serie A    | 0          | 0          | 1     | 0     | 0              | 0              | 1      | 0      |
| Totaal  | Totaal  | Totaal     | 396        | 21         | 32    | 0     | 42             | 3              | 470    | 24     |

Bijgewerkt op 14 augustus 2024.

## Interlandcarrière
Op 15 oktober 2019 debuteerde Di Lorenzo voor Italië  in de EK-kwalificatiewedstrijd tegen Liechtenstein. Di Lorenzo werd opgenomen in de definitieve 26-koppige selectie voor het EK 2020, dat in 2021 werd gespeeld. Dat toernooi miste Di Lorenzo slechts één groepswedstrijd en hij speelde 120 minuten in de EK-finale die Italië uiteindelijk op penalty's won. Hij werd op 6 juni 2024 door bondscoach Luciano Spalletti opgenomen in de Italiaanse selectie voor het EK 2024 in Duitsland. Italië eindigde als tweede in een groep met Albanië, Spanje en Kroatië, waarna het in de achtste finales werd uitgeschakeld met een 2–0 nederlaag tegen Zwitserland. Di Lorenzo miste geen minuut aan speeltijd.

## Erelijst
| Competitie       |            |            |            |            |
| Competitie       | Aantal     | Jaren      |            |            |
| US Palermo       | US Palermo | US Palermo | US Palermo | US Palermo |
| ---------------- | ---------- | ---------- | ---------- | ---------- |
| Kampioen Serie B | 1×         | 2017/18    |            |            |
| SSC Napoli       |            |            |            |            |
| Kampioen Serie A | 1×         | 2022/23    |            |            |
| Coppa Italia     | 1×         | 2019/20    |            |            |

| Competitie | Winnaar | Winnaar | Runner-up | Runner-up | Derde  | Derde  |
| Competitie | Aantal  | Jaren   | Aantal    | Jaren     | Aantal | Jaren  |
| Italië     | Italië  | Italië  | Italië    | Italië    | Italië | Italië |
| ---------- | ------- | ------- | --------- | --------- | ------ | ------ |
| EK voetbal | 1×      | 2020    |           |           |        |        |